# Zapłodnienie podwójne
Zapłodnienie podwójne – spotyka się u roślin okrytonasiennych. Polega na wprowadzeniu do woreczka zalążkowego (przez łagiewkę pyłkową) dwóch komórek plemnikowych: jedna z nich łączy się z komórką jajową, tworząc zygotę, która następnie rozwija się w zarodek, druga z komórką centralną woreczka zalążkowego, w rezultacie czego powstaje triploidalne bielmo. Końcowym efektem tego cyklu przemian jest wytworzenie nasion. 
Zobacz też 
- zapłodnienie
- zaplemnienie